# Satoru Hoshino
Satoru Hoshino (japanisch 星野 悟 Hoshino Satoru; * 4. Februar 1989 in Maebashi) ist ein ehemaliger japanischer Fußballspieler.

## Karriere
Hoshino erlernte das Fußballspielen in der Schulmannschaft der Maebashi Commercial High School und der Universitätsmannschaft der Chūkyō-Universität. Seinen ersten Vertrag unterschrieb er 2011 bei Thsspa Kusatsu (heute: Thespakusatsu Gunma). Der Verein spielte in der zweithöchsten Liga des Landes, der J2 League. Für den Verein absolvierte er 14 Ligaspiele. 2014 wechselte er zum Drittligisten FC Machida Zelvia. 2015 wurde er mit dem Verein Vizemeister der J3 League und stieg in die J2 League auf. Für den Verein absolvierte er 60 Ligaspiele. Ende 2017 beendete er seine Karriere als Fußballspieler.